# Krasne (obwód winnicki, rejon chmielnicki)
Krasne (ukr. Красне) – wieś na Ukrainie w rejonie chmielnickim obwodu winnickiego.